# 亞歷山德里亞 (內布拉斯加州)
亞歷山德里亞（英語：Alexandria）是位於美國內布拉斯加州塞耶縣的村。

## 人口
根據2020年美國人口普查的數據，亞歷山德里亞的面積為1.05平方千米，皆為陸地。當地共有人口146人，而人口密度為每平方千米139人。